# AMD-Radeon-HD-8000-Serie

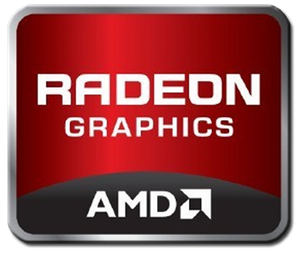
AMD Radeon Neues Logo

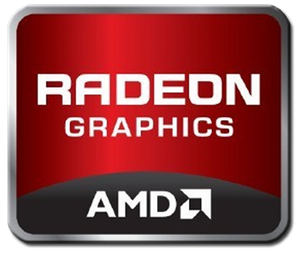
AMD Radeon Neues Logo (2011)

Die Radeon-HD-8000-Serie ist eine Grafikkarten-Serie der Firma AMD. Der einzige neue Chip ist ein als Oland bezeichneter  Grafikchip, die anderen wurden bereits in der Radeon-HD-7000-Serie eingesetzt. Daher handelt es sich weitgehend um ein Rebranding der Vorgängerserie. Die Grafikkarten der neuen Serie werden nur im OEM-Markt verkauft.
Oland ist wie Cape Verde, Pitcairn und Tahiti ein neuer 28-nm-Chip der ersten Generation der GCN-Architektur.
Mit OpenCL 2.0 kompatible Hardware wie AMD GCN-Architektur 2. und 3. Generation unterstützt mit aktualisierten Treibern die höhere Version 2.1 und auch die neue Version 2.2 laut Khronos-Group. Aktuelle Treiber wie Crimson 16.7.3 unterstützen zurzeit nur OpenCL 2.0. Für die Zukunft will AMD auch für die erste Generation der GCN mit OpenCL 2.0 unterstützen. Bisher reicht es nur zu 1.2 mit Teilfunktionen von 2.0.
OpenGL 4.5 wird für die GCN-Architektur 1. bis 3. Generation seit dem AMD Catalyst-Treiber 15.30 WHQL unterstützt. Ab Treiberversion AMD Crimson 16.3.2 wird auch Vulkan 1.0 unterstützt. AMD Adrenalin 18.3 und später unterstützt OpenGL 4.6.
Linux Mesa 20.0 unterstützt OpenGL 4.6 mit dem Untertreiber RadeonSI. Mit aktuellen Treibern werden auch Teile von Vulkan 1.1 und 1.2 unterstützt abhängig von den Fähigkeiten der verschiedenen Varianten der ersten Generation der GCN.

## Datenübersicht

### Grafikprozessoren
| Grafik- chip   | Architektur | Fertigung | Fertigung      | Fertigung   | Einheiten | Einheiten      | Einheiten         | Einheiten       | Einheiten       | Einheiten       | L2-Cache (in kb) | API-Support | API-Support                | API-Support                                           | API-Support | API-Support | Video- prozessor | Schnitt- stelle |
| Grafik- chip   | Architektur | Prozess   | Transi- storen | Die- Fläche | ROPs      | Unified-Shader | Unified-Shader    | Unified-Shader  | Textureinheiten | Textureinheiten | L2-Cache (in kb) | DirectX     | OpenGL                     | OpenCL                                                | Mantle      | Vulkan      | Video- prozessor | Schnitt- stelle |
| Grafik- chip   | Architektur | Prozess   | Transi- storen | Die- Fläche | ROPs      | ALUs           | Shader- Einheiten | Shader- Cluster | TAUs            | TMUs            | L2-Cache (in kb) | DirectX     | OpenGL                     | OpenCL                                                | Mantle      | Vulkan      | Video- prozessor | Schnitt- stelle |
| -------------- | ----------- | --------- | -------------- | ----------- | --------- | -------------- | ----------------- | --------------- | --------------- | --------------- | ---------------- | ----------- | -------------------------- | ----------------------------------------------------- | ----------- | ----------- | ---------------- | --------------- |
| Cedar (RV810)  | Terascale 2 | 40 nm     | 0,29 Mrd.      | 063 mm²     | 04        | 080            | 016× 5D-VLIW      | 02              | 08              | 08              |                  | 11.0        | 4.4 (Linux Mesa 19+: 4.5+) | 1.2 (Linux Mesa: 1.1 nahezu komplett, 1.2 in Arbeit)  | nein        | nein        | UVD 2.2          | PCIe 2.0        |
| Caicos (RV910) | Terascale 2 | 40 nm     | 0,37 Mrd.      | 067 mm²     | 04        | 0160           | 032× 5D-VLIW      | 02              | 08              | 08              |                  | 11.0        | 4.4 (Linux Mesa 19+: 4.5+) | 1.2 (Linux Mesa: 1.1 nahezu komplett, 1.2 in Arbeit)  | nein        | nein        | UVD 3.0          | PCIe 2.0        |
| Oland          | GCN 1       | 28 nm     | 1,04 Mrd.      | 090 mm²     | 08        | 0384           | 024× Vec16-SIMD   | 06              | 024             | 024             | 256              | 12.0        | 4.6+                       | 1.2+ (Linux Mesa: 1.1 nahezu komplett, 1.2 in Arbeit) | ja          | 1.0         | UVD 3.1          | PCIe 3.0        |
| Cape-Verde     | GCN 1       | 28 nm     | 1,50 Mrd.      | 123 mm²     | 16        | 0640           | 040× Vec16-SIMD   | 10              | 040             | 040             | 512              | 12.0        | 4.6+                       | 1.2+ (Linux Mesa: 1.1 nahezu komplett, 1.2 in Arbeit) | ja          | 1.0         | UVD 3.1          | PCIe 3.0        |
| Pitcairn       | GCN 1       | 28 nm     | 2,80 Mrd.      | 212 mm²     | 32        | 1280           | 080× Vec16-SIMD   | 20              | 080             | 080             | 4× 128           | 12.0        | 4.6+                       | 1.2+ (Linux Mesa: 1.1 nahezu komplett, 1.2 in Arbeit) | ja          | 1.0         | UVD 3.1          | PCIe 3.0        |
| Tahiti (R1000) | GCN 1       | 28 nm     | 4,31 Mrd.      | 365 mm²     | 32        | 2048           | 128× Vec16-SIMD   | 32              | 128             | 128             | 6× 128           | 12.0        | 4.6+                       | 1.2+ (Linux Mesa: 1.1 nahezu komplett, 1.2 in Arbeit) | ja          | 1.0         | UVD 3.1          | PCIe 3.0        |

### Modelldaten
| Modell         | Offizieller Launch | Grafikprozessor (GPU) | Grafikprozessor (GPU) | Grafikprozessor (GPU) | Grafikprozessor (GPU) | Grafikprozessor (GPU) | Grafikprozessor (GPU) | Grafikspeicher | Grafikspeicher | Grafikspeicher | Grafikspeicher      | Leistungsdaten             | Leistungsdaten             | Leistungsdaten                          | Leistungsdaten                | Leistungsdaten                | Leistungsdaten                 |
| Modell         | Offizieller Launch | Typ                   | Aktive Einheiten      | Aktive Einheiten      | Aktive Einheiten      | Aktive Einheiten      | Chiptakt (in MHz)     | Größe (in MB)  | Takt (in MHz)  | Typ            | Speicher- interface | Rechenleistung (in GFlops) | Rechenleistung (in GFlops) | Polygon- durchsatz (in Mio. Dreiecke/s) | Pixel- füllrate (in GPixel/s) | Texel- füllrate (in GTexel/s) | Speicher- bandbreite (in GB/s) |
| Modell         | Offizieller Launch | Typ                   | ROPs                  | Shader- Cluster       | ALUs                  | Textur- einheiten     | Chiptakt (in MHz)     | Größe (in MB)  | Takt (in MHz)  | Typ            | Speicher- interface | SP (MAD)                   | DP (FMA)                   | Polygon- durchsatz (in Mio. Dreiecke/s) | Pixel- füllrate (in GPixel/s) | Texel- füllrate (in GTexel/s) | Speicher- bandbreite (in GB/s) |
| -------------- | ------------------ | --------------------- | --------------------- | --------------------- | --------------------- | --------------------- | --------------------- | -------------- | -------------- | -------------- | ------------------- | -------------------------- | -------------------------- | --------------------------------------- | ----------------------------- | ----------------------------- | ------------------------------ |
| Radeon HD 8350 | 8. Jan. 2013       | Cedar                 | 04                    | 02                    | 080                   | 08                    | 0650                  | 0512… 1024     | 0900           | DDR3           | 064 Bit             | 0104                       | -                          | 0650                                    | 02,6                          | 05,2                          | 014,4                          |
| Radeon HD 8400 | 8. Jan. 2013       | Caicos                | 04                    | 02                    | 0160                  | 08                    | 0625…0875             | 0512… 1024     | 0900           | DDR3           | 064 Bit             | 0200…280                   | -                          | 0625…875                                | 02,5…3,5                      | 05…7                          | 014,4                          |
| Radeon HD 8400 | 8. Jan. 2013       | Caicos                | 04                    | 02                    | 0160                  | 08                    | 0625…0875             | 0512… 1024     | 1800 (900)     | GDDR5          | 064 Bit             | 0200…280                   | -                          | 0625…875                                | 02,5…3,5                      | 05…7                          | 028,8                          |
| Radeon HD 8570 | 8. Jan. 2013       | Oland                 | 08                    | 06                    | 0384                  | 024                   | 0730                  | 2048           | 0900           | DDR3           | 128 Bit             | 0560                       | 035                        |                                         | 05,8                          | 017,5                         | 028,8                          |
| Radeon HD 8570 | 8. Jan. 2013       | Oland                 | 08                    | 06                    | 0384                  | 024                   | 0730                  | 2048           | 2300 (1150)    | GDDR5          | 128 Bit             | 0560                       | 035                        | 073,6                                   | 05,8                          | 017,5                         |                                |
| Radeon HD 8670 | 8. Jan. 2013       | Oland                 | 08                    | 06                    | 0384                  | 024                   | 1000                  | 2048           | 2300 (1150)    | GDDR5          | 128 Bit             | 0768                       | 048                        |                                         | 08                            | 024                           | 073,6                          |
| Radeon HD 8740 | 8. Jan. 2013       | Cape-Verde            | 16                    | 08                    | 0512                  | 032                   | 0900                  | 1024           | 2250 (1125)    | GDDR5          | 128 Bit             | 0921,6                     | 057,6                      | 0900                                    | 14,4                          | 028,8                         | 072                            |
| Radeon HD 8760 | 8. Jan. 2013       | Cape-Verde            | 16                    | 10                    | 0640                  | 040                   | 1000                  | 1024           | 2250 (1125)    | GDDR5          | 128 Bit             | 1280                       | 080                        | 1000                                    | 16                            | 040                           | 072                            |
| Radeon HD 8870 | 8. Jan. 2013       | Pitcairn              | 32                    | 20                    | 1280                  | 080                   | 1000                  | 2048           | 2400 (1200)    | GDDR5          | 256 Bit             | 2560                       | 0160                       | 2000                                    | 32                            | 080                           | 153,6                          |
| Radeon HD 8950 | 8. Jan. 2013       | Tahiti                | 32                    | 28                    | 1792                  | 112                   | 0850…925              | 3072           | 2500 (1250)    | GDDR5          | 384 Bit             | 3046,4                     | 0761,6                     | 1700                                    | 27,2                          | 095,2                         | 240                            |
| Radeon HD 8970 | 8. Jan. 2013       | Tahiti                | 32                    | 32                    | 2048                  | 128                   | 1000…1050             | 3072           | 3000 (1500)    | GDDR5          | 384 Bit             | 4096                       | 1024                       | 2000                                    | 32                            | 128                           | 288                            |